# Mouna Chebbah
Mouna Chebbah (Mahdia, 1982. július 8. –) tunéziai válogatott kézilabdázó,irányító. Utolsó klubja a francia Chambray Touraine Handball volt, mielőtt visszavonult volna.

## Pályafutása
Mouna Chebbah Tunéziában kezdett kézilabdázni, majd 2005-ben igazolt Franciaországba az ESBF Besançon csapatába. Első szezonjában a Kupagyőztesek Európa-kupájában a negyeddöntőig jutott, ahol a Győri ETO KC ellen estek ki.
2008-tól hat évet játszott Dániában, előbb a Team Esbjerg csapatában, majd a 2010-ben a Bajnokok ligája címvédő Viborg HK-hoz igazolt. A Viborgban töltött évek alatt nyert bajnokságot, dán kupát, és a Kupagyőztesek Európa-kupáját.
2014 óta ismét Franciaországban játszik, előbb a HBC Nîmes, majd 2016-tól a Chambray Touraine Handball játékosa.
Chebbah a tunéziai válogatottal több világversenyen részt vett, általában ő a csapata legeredményesebb játékosa. A 2009-es világbajnokságon 58 találattal a góllövőlista negyedik helyére került. A 2010-es Afrika-bajnokságon ezüstérmet szerzett csapatával, őt pedig a torna legjobb játékosának választották. Tagja volt a 2014-es Afrika-bajnokságot megnyerő tunéziai válogatottnak is.

## Sikerei
- Dán bajnokság győztese: 2014
- Dán kupa győztes: 2011, 2012, 2014
- EHF-kupagyőztesek Európa-kupája győztese: 2014
- Afrika-bajnokság győztese: 2014